# 小島三児
小島 三児（こじま さんじ、1939年〈昭和14年〉1月1日 - 2001年〈平成13年〉4月16日）は、日本のコメディアン・俳優。東京都足立区出身。

## 来歴・人物

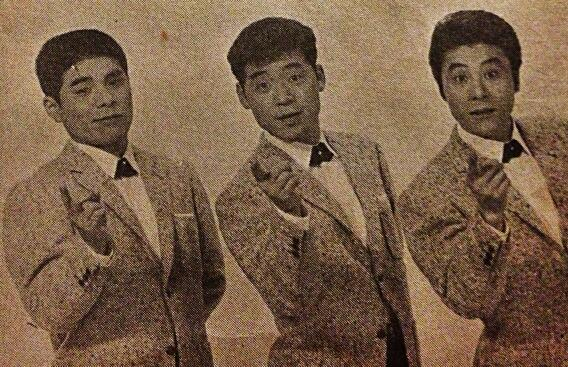
トリオスカイライン（1965年）

駒込高校卒業後、佐山俊二に弟子入り。その後テレビの台頭に伴い東八郎・原田健二とともにトリオスカイラインを結成。東など他人の肩に頭を乗せて「懐くな!」とツッコミを入れられる芸風や、とぼけた風貌で人気を博す。トリオ解散以降も数多くの映画やテレビドラマにおいて、コミカルな三枚目から悪役まで、多様な役柄をこなす脇役として活躍した。
2001年4月16日、腎不全のため62歳で死去。

## レコード
- 「酒場がらす」（キングレコード、cw:なごり町）

## 出演

### 映画
- どですかでん（1970年、東宝 / 四騎の会）
- 日本一のショック男（1971年、東宝）
- 紙芝居昭和史 黄金バットがやって来る（1972年、東宝）
- 恐怖女子高校 暴行リンチ教室（1973年、東映）
- セックスドキュメント モーテルの女王（1973年、東映） - ナレーター
- 卒業旅行　Little Adventurer（1973年、東宝）- ガードマン
- ルパン三世 念力珍作戦（1974年、東宝 / 国際放映）
- 下苅り半次郎（秘）観音を探せ（1975年、東映）
- お姐ちゃんお手やわらかに（1975年、東宝）
- がんばれ!若大将（1975年、東宝）
- 強盗放火殺人囚（1975年、東映）
- おしゃれ大作戦（1976年、東宝）
- キンキンのルンペン大将（1976年、東映）
- 激突!若大将（1976年、東宝）
- 喜劇 百点満点（1976年、東宝）
- トラック野郎・度胸一番星（1977年、東映）
- 金田一耕助の冒険（1979年、東映 / 角川春樹事務所）
- 神様のくれた赤ん坊（1979年、松竹） - 桑野弘
- 男はつらいよ 寅次郎春の夢（1979年、松竹）- 初代ポンシュウ役
- プルメリアの伝説 天国のキッス（1983年、東宝）
- パンツの穴（1984年、ジョイパックフィルム）
- 晴れ、ときどき殺人（1984年、東映 / 角川春樹事務所）
- 夢千代日記（1985年、東映）
- イタズ 熊（1987年、東映）
- 花園の迷宮（1988年、東映）
- 春来る鬼（1989年、松竹）
- 仔鹿物語（1991年、東宝）
- 釣りバカ日誌9（1997年、松竹）

### テレビドラマ
- 大河ドラマ （NHK）
  - 国盗り物語（1973年）
  - 風と雲と虹と（1976年） - くぐつの男
  - 花神（1977年） - 糸根の平太郎
  - 黄金の日日（1978年） - 鬼丸
  - 徳川家康（1983年） - 孫四郎
- アイフル大作戦 第3話「ハラ! ハラ! 殺人ドライブ」（1973年）
- 旗本退屈男（1973年、NET / 東映） - 弥太八
- 必殺シリーズ（ABC / 松竹）
  - 必殺仕掛人 第31話「嘘の仕掛けに仕掛けの誠」（1973年） - 清七
  - 暗闇仕留人 第6話「狙われて候」（1974年） - 不動丸
  - 新・必殺仕置人（1977年）
    - 第5話 「王手無用」 - 目明し金次
    - 第32話「阿呆無用」 - 利助

  - 必殺仕事人 第40話「昇り技字凧落し業」（1980年） - 信松
- 追跡 第6話「悲しき天使」（1973年、KTV / C.A.L）
- ぶらり信兵衛 道場破り（1973年 - 1974年、CX / 東映） - 乙吉
- 斬り抜ける 第3話「お札くずれ」（1974年、ABC / 松竹） - 伊助
- 運命峠 （1974年、KTV / 東映） - 無空影郎次
- プレイガールQ （12ch / 東映）
  - 第13話「女が男に乱れるとき」（1974年） - 新聞勧誘員
  - 第15話「やわ肌はゲン生がお好き」（1975年） - 家具屋
  - 第17話「女は裸で強くなる」（1975年） - 堀込記者
- 非情のライセンス 第2シリーズ（NET / 東映） - 村田記者
  - 第30話「兇悪の入試」（1975年）[2]
  - 第42話「兇悪の時効」（1975年）
  - 第49話「兇悪の射殺命令」（1975年）
  - 第67話「兇悪のプライバシー」（1976年）
- 影同心 第16話「もてた男の殺し節」（1975年、MBS / 東映） - 仙界
- 仮面ライダーストロンガー 第17話「怪談 悪魔の復活祭」（1975年、MBS / 東映） - 村の男
- 土曜ドラマ（NHK）
  - 紅い花（1976年4月3日） - 義兄
- 忍者キャプター（1976年、12ch / 東映） - 真田巡査
- ベルサイユのトラック姐ちゃん 第3話「ベルトラ姐ちゃん大進撃!」（1976年、NET / 東映） - 神父
- 達磨大助事件帳（1977年 - 1978年、ANB / 国際放映 / 前進座） - 青柳軍蔵
- 俺たちの祭（1977年 - 1978年、NTV / ユニオン映画） - 花井三四郎
- 土曜ワイド劇場 (ANB)
  - 松本清張のガラスの城（1977年）
  - 松本清張の種族同盟 湖上の偽装殺人事件（1979年）
  - 美人外科医殺し（1991年） - 署長
  - 松本清張スペシャル 書道教授（1995年） - 谷口常次郎
- 破れ奉行 第4話「熱風!黄金地獄館」（1977年、ANB / 中村プロ） - 庄八
- 江戸の渦潮 第13話「復讐に燃えた女」（1978年、CX / 東宝）
- 若さま侍捕物帳 第18話「参上!! 悪女狩り」（1978年、ANB / 国際放映 / 前進座）
- 新五捕物帳 第51話「ふたつ名を持つ男」（1978年、NTV / ユニオン映画） - 飾り職人・留
- 暴れん坊将軍シリーズ（ANB / 東映）
  - 吉宗評判記 暴れん坊将軍
    - 第43話「お庭番非情!」（1978年） - 銚子の政吉
    - 第150話「花も恥じらう白浪渡世」（1981年） - 新助
    - 第182話「据膳喰う奴喰わぬ奴」（1981年） - 赤木春之進

  - 暴れん坊将軍III 第116話「開眼! 涙の仇討」（1990年） - 島帯刀
- 破れ新九郎 第14話「罠! 死美人は知っていた…」（1978年） - 虎造
- 西遊記 第24話「火焔山!! 芭蕉扇の愛」（1979年、NTV / 国際放映） - 牛魔王
- 俺はあばれはっちゃく 第46話「先生走れマルヒ作戦」（1979年、ANB / 国際放映） - そば店店主
- 俺たちは天使だ! 第14話「運が良ければリッチ・マン」（1979年、NTV / 東宝） - 大月
- 日本名作怪談劇場 『怪談・牡丹灯篭　夜ごとに誘う女の死霊』（1979年、テレビ東京） - 伴蔵
- そば屋梅吉捕物帳 第２話「花の吉原遊女の悲恋」（1979年、12ch / 国際放映） - 棟梁
- 3年B組金八先生 第1シリーズ （1979年 - 1980年、TBS) 第2話「内申書」 - 田中一治
- 江戸の牙 第7話「陰謀! 地獄の盛り場」（1979年、ANB / 三船プロ） - 平吉
- 新・江戸の旋風 第1話「誓いの八丈太鼓」（1980年、CX / 東宝） - 留公
- 爆走!ドーベルマン刑事 第3話（1980年、ANB / 東映）
- ぼくら野球探偵団 第6話「赤マント 警視総監に挑戦」（1980年、12ch / 円谷プロ） - 小西
- 柳生あばれ旅シリーズ（ANB / 東映） - 八木重兵衛
  - 柳生あばれ旅（1980年 - 1981年）
  - 柳生十兵衛あばれ旅（1982年 - 1983年）
- 斬り捨て御免!（1980年 - 1982年、12ch→TX / 歌舞伎座テレビ） - 勘兵ヱ
- 文吾捕物帳（1981年 - 1982年、ANB / 三船プロ） - 多助
- 遠山の金さん（1982年 - 1985年、ANB / 東映） - 捨六
- 御宿かわせみ 第2シリーズ 第15話「江戸の手まり唄」（1983年、NHK） - 金助
- 月曜ワイド劇場 / おさな妻（1983年、ANB）
- ザ・ハングマンシリーズ（ABC / 松竹）
  - ザ・ハングマン4 第6話「人材バンクが殺人犯を仕立てる!」（1984年） - 浅井社長
  - ザ・ハングマンV 第24話「ニャンニャン写真がライバル歌手を殺す!」（1986年） - 米本
  - ザ・ハングマン6 第14話「マルサも驚く脱税金強盗団!」（1987年） - 鴨山正吉
- 暴れ九庵 第22話「熱い身体」（1985年、KTV / 東宝） - 爲八
- 特捜最前線 第468話「追跡・声紋No.105937!」（1986年、ANB / 東映） - 津山文夫
- 松本清張サスペンス・隠花の飾り / 再春（1986年、KTV / 松竹）
- 太陽にほえろ!（NTV / 東宝）
  - 第716話「マイコン、疾走また疾走」（1986年） - 「唯唯」マスター
  - 太陽にほえろ!PART2 第9話「見知らぬ侵入者」（1987年） - イタズラ電話の男
- 女ふたり捜査官 第13話「ソープランドから来た母」（1986年、ABC / テレパック）
- ジャングル 第26話「その少年を追え!」（1987年、NTV / 東宝）
- じゃあまん探偵団 魔隣組 第3話「父さんはライバル」（1988年、フジテレビ / 東映） - 焼肉屋主人
- こんな学園みたことない! 第20話「狙われたコンテスト」（1988年、よみうりテレビ / IVSテレビ制作） - 楽器店主
- 土曜ドラマスペシャル / 塀の中の懲りない面々 -希望の出所篇-（1988年、TBS）
- 火曜サスペンス劇場
  - ハネムーン（1986年6月10日）
  - ジューンブライド・ママ（1988年6月14日） - 木村編集長
  - 浅見光彦ミステリー4 美濃路殺人事件（1988年9月13日、NTV / 近代映画協会）
  - 情状鑑定人（1988年9月20日、NTV / プロジェクトエー）
  - 松本清張スペシャル・喪失の儀礼（1994年1月18日、NTV / 松竹） - 山科伊佐緒
  - 取調室5「故郷で死にたかった…愛妻殺し容疑の実業家に県警本部が挑んだ十二日間」（1996年12月10日） - 捜査本部長・宮地
- 名奉行 遠山の金さん（ANB / 東映）
  - 第2シリーズ 第23話「江戸ゆきさん殺人事件」（1989年11月23日） - 鮫州の栄五郎
  - 第3シリーズ
    - 第7話「謎の千両!二つの顔の真犯人」（1990年9月6日） - 吉兵衛
    - 第25話「京の姫君の妖しい誘惑」（1991年3月14日） - 幾三

  - 第4シリーズ 第14話「お目付け桜に惚れたひと」（1992年） - 若狭屋
  - 第5シリーズ 第15話「桜吹雪の刺青をいれた女」（1993年） - 升屋長五郎
  - 第7シリーズ 第2話「美女連続殺人!裏切られた友情」（1995年） - 岩五郎
- 裸の大将 第39話「清とおふくろの味・宮古島編」（1990年3月18日、KTV / 東阪企画）
- 大岡越前 第11部 第6話「鱈に当たった変な奴」（1990年5月28日、TBS / C.A.L） - 馬
- 八百八町夢日記 第1シリーズ 第24話「道楽息子の涙」（1990年、NTV / ユニオン映画） - 鶴亀屋清兵衛
- 月影兵庫あばれ旅 第2シリーズ 第10話「女講釈師 見てきたような大捕物」（1990年、TX / 松竹） - 大塚典膳
- 鞍馬天狗 第33話「いかさま姫君」（1991年 TX / 松竹）
- 岡っ引どぶ 第3話「火炎小町殺人事件」（1991年、CX / 映像京都） - 檜屋政右衛門 役
- 月曜ドラマスペシャル / 松本清張作家活動40年記念・西郷札（1991年、TBS）
- 刑事貴族2 第15話「愛と復讐の挽歌」（1991年、NTV / 東宝） - 坂木刑事
- 新春ワイド時代劇（TX）
  - 次郎長三国志（1991年） - 牢名主
  - 天下の副将軍水戸光圀 徳川御三家の激闘（1992年） - 井上玄桐
- 鬼平犯科帳（CX / 松竹） - 松浦与助
  - 第3シリーズ 第12話「隠居金七百両」（1992年）
  - 第4シリーズ 第9話「霧の七郎」（1993年）
- 妻たちの劇場 / 泣きっ面に姑III（1992年、CX） - 写真屋・並木
- さすらい刑事旅情編（ANB / 東映）
  - さすらい刑事旅情編IV 第20話「喪服の女・雪山に消えた殺人者」（1992年）
  - さすらい刑事旅情編VI 第13話「コンタクトの女・覗かれた秘密」（1994年）
- 殿さま風来坊隠れ旅 第1話「青年藩主失踪!!」第21話「次期将軍は誰!? 御三家女の乱」（1994年、ANB / 東映） - 井原帯刀
- 水戸黄門外伝 かげろう忍法帖 第10話「娘忍びを売る男 -人吉-」（1995年、TBS / C.A.L） - 竜巻の伴蔵
- 水戸黄門（TBS / C.A.L）
  - 第24部 第35話「悪を懲らした三春駒 -三春-」（1996年） - 鍬形屋
  - 第28部 第25話「お銀涙の子守唄 -岡山-」（2000年） - 潮屋正五郎
- 金田一耕助の傑作推理 / 幽霊座（1997年、TBS / 東阪企画） - 三波伸夫
- 愛の劇場 / はれ時々くもり（1999年、TBS / 東北新社クリエイツ） - 中沢公吉

### ラジオ
- 歌謡大行進（1971年4月 - 1972年3月、文化放送） - 楠トシエと共演